# Heorhij Busjtjan
Heorhij Mykolajovytj Busjtjan (ukrainska: Георгій Миколайович Бущан), född 31 maj 1994 i Odessa, är en ukrainsk fotbollsmålvakt som spelar för Dynamo Kiev. Han representerar även Ukrainas landslag.